# Gneu Sicini (pretor 183 aC)
Gneu Sicini (en llatí: Cnaeus Sicinius) va ser un magistrat romà del segle ii aC. Formava part de la gens Sicínia, una antiga família romana d'origen plebeu.
Si seguim el seu cursus honorum, va ser edil l'any 185 aC, i després. l'any 184 aC va ser candidat a pretor per cobrir la vacant deixada a la seva mort pel pretor Gai Decimi Flau, però no en va sortir elegit. Als comicis de l'any 183 aC va ser finalment escollit i el 182 aC era propretor a Sardenya.
Probablement és la mateixa persona que va ser un dels Triumviri coloniae deducendae per la fundació de la colònia de Luna l'any 177 aC.